# River Ehen
Der River Ehen ist ein Fluss in Cumbria, England. Der Ehen entsteht als der Abfluss des Ennerdale Water, dem westlichsten See des Lake District National Parks an dessen westlichem Ende. Der Fluss fließt zunächst in westlicher Richtung, bis er zwischen Cleator Moor und Cleator eine südliche Richtung einschlägt. Westlich von Beckermet erreicht der River Ehen die Küste der Irischen See, aber mündet nicht ins Meer, sondern setzt seinen Lauf in südsüdöstlicher Richtung fort. Der Fluss ist dabei nur durch einen schmalen Landstreifen, auf dem die Cumbrian Coast Line der Eisenbahn verläuft, getrennt. An der Nuklearanlage Sellafield mündet der River Ehen dann zusammen mit dem River Calder und dem Newmill Beck in die Irische See.
Der River Ehen ist von seinem Ursprung am Ennerdale Water bis zur Mündung des River Keekle ein Site of Special Scientific Interest. In diesem Abschnitt des Flusses leben die meisten Flussperlmuscheln in England. Es ist die drittgrößte Kolonie in Großbritannien und die einzige, die noch Wachstum verzeichnet hat.